# José Luis Blanco Romero
José Luis Blanco Romero (Alcalá de los Gazules, 26 de enero de 1953) es un docente y político español del Partido Socialista Obrero Español. Fue consejero de Medio Ambiente de la Junta de Andalucía entre 1996 al 2000 y diputado del parlamento de Andalucía desde 1996 a 2012.

## Biografía
En 1973 fue detenido, llegando a entrar en la cárcel, y en 1978 se marcha a la capital gaditana, donde allí se afila al PSOE y a la UGT. Durante su carrera política ha ocupado varios cargos, siendo secretario del PSOE de Cádiz, cargo que ha ocupado desde 1983 a 1989. Entre 1985 y 1994 fue delegado de Gobernación de la Junta de Andalucía en la provincia de Cádiz.
Fue elegido concejal del ayuntamiento de Alcalá de los Gazules (1979-1985), diputado en el Parlamento de Andalucía (1996- 2012), Secretario primero del Parlamento de Andalucía (2004-2012) y diputado provincial de Cádiz (1979-1983).
Fue presidente de la Junta Rectora del parque natural de la Sierra de Grazalema, cargo que ha ocupado entre 1985 y 1994. Ha sido también entre 1994 y 1996, viceconsejero de Medio Ambiente y presidente de la Agencia de Medio Ambiente, y en 1996, el presidente Manuel Chaves lo nombró consejero de Medio Ambiente, en sustitución de Manuel Pezzi, cargo que ocuparía hasta el 2000, cuando seria sustituido por Fuensanta Coves.
Por último ha sido vicepresidente del Patronato del Parque Nacional y natural de Doñana, Militante de la AS en Chiclana de la Frontera y presidente de la Autoridad Portuaria de la Bahía de Cádiz.